# Bquet
El bquet és un esport de raqueta i pilota que combina aspectes del tennis i el pàdel.
Les dimensions de la pista i el tipus de raquetes (amb cordes) recorden al tennis, la col·locació de tanques i parets en tot el perímetre de joc, al pàdel. Les normes del bquet són similars a les del pàdel. Hi juguen 4 jugadors en pista, es juga amb les parets i, el servei, es realitza per sota, la pilota ha de botar abans de colpejar-la. La xarxa té un alçada aproximada d'1 metre.
Igual que en pàdel, es tracta d'enviar la pilota al camp contrari, amb rebot a la paret o sense, passant per sobre de la xarxa, de manera que sigui difícil o impossible de tornar per part de la parella contrària.